# Shun Hing Square
A Shun Hing Square (信兴广场) egy magasépület vagy felhőkarcoló Sencsenben, Kínában. Szerkezeti magassága 384 m (1260 láb) és 69 emeletes. 1996-ban készült el és egy évig (1996-tól 1997-ig), Kína legmagasabb épülete volt addig, míg a Guangzhou's CITIC Plaza el nem készült. Kínában a negyedik, a világon pedig a nyolcadik legtöbb emelettel rendelkező épület.